# Condado de la Conquista de las Islas Batanes

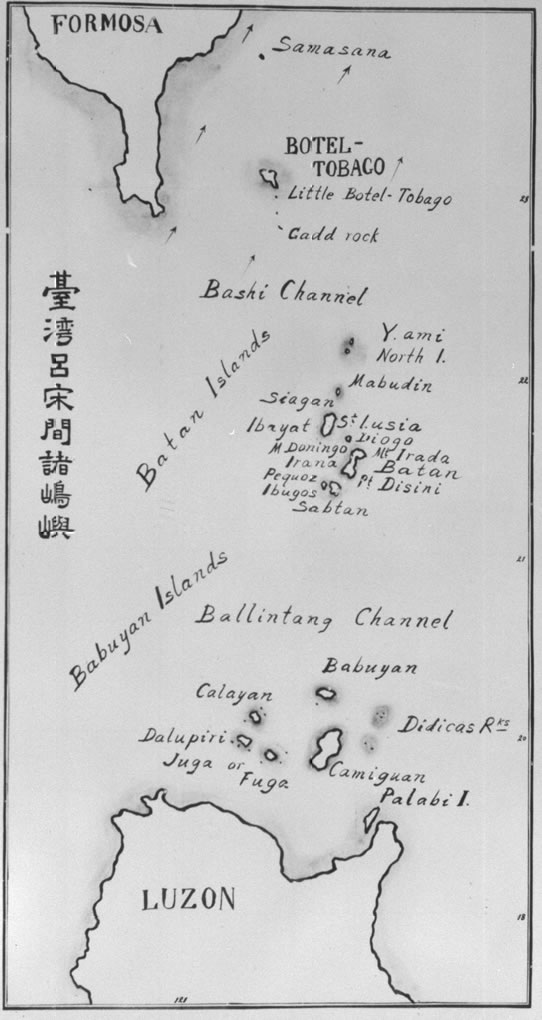
Estrecho de Luzón, islas Batanes y Babuyanes.

El Condado de la Conquista de las Islas Batanes es un título nobiliario de la Corona de Castilla concedido el 21 de enero de 1789 por el rey Carlos IV de España  a José Basco y Vargas, Brigadier de la Real Armada, por haber conquistado para la Corona Española el archipiélago de las Islas Batanes, situado al norte de las Islas Filipinas cerca de la Isla de Formosa. Fue el primer título concedido por Carlos IV.

## Armas

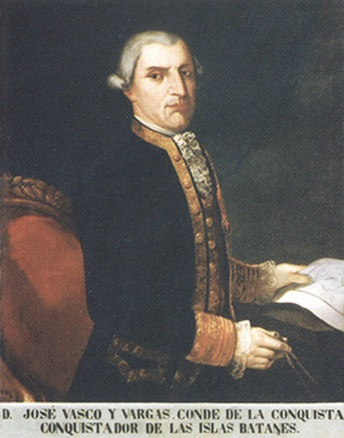
José Basco y Vargas

En campo de gules, un castillo de piedra sobre ondas de agua de azur y plata. Bordura de azur con seis flores de lis, de oro.

## Lema
Amore Dultius exitus

## Titulares
En 14 de abril de 1956 se expidió carta de sucesión a favor de Lorenzo Borrego y Dessy.
Desde el 12 de diciembre de 2002 Lorenzo Gabriel Borrego y Sánchez de la Cuesta, residente en Villanueva del Ariscal, provincia de Sevilla.